# Сметана
Смета́на (прасл. *sъmętana від *sъmětati — «знімати, скидати») — кисломолочний продукт отриманий з вершків і закваски.
Сметану виробляють методом сквашування вершків чистими культурами мезофільних молочнокислих мікроорганізмів, з додаванням чи без додавання термофільного молочнокислого стрептокока.
Це один з найпоживніших молочних продуктів харчування. Завдяки змінам, що відбуваються з білковою частиною в процесі сквашування, сметана засвоюється організмом швидше і легше ніж вершки відповідної жирності.
На відміну від молока, у сметані менший вміст білків, але більший вміст жиру та розчинених у жирі вітамінів. У ній містяться всі вітаміни, що є в молоці, притому жиророзчинних вітаміну А та вітаміну E у декілька разів більше. Деякі молочнокислі бактерії в процесі сквашування здатні синтезувати вітаміни групи B.
Сметана має чистий кисломолочний смак з вираженим присмаком і ароматом, властивими пастеризованому продукту. Консистенція її однорідна, в міру густа. Колір — від білого до блідо-жовтого. Для сметани жирністю 30 % характерний глянсовий відтінок.

## Сорти сметани
Існує декілька сортів сметани, залежно від її жирності.
Сметана 30 % жирності — основний вид сметани, яку виготовляють сквашуванням нормалізованих вершків.
Сметана 36 % жирності виготовляється тільки із свіжих нормалізованих пастеризованих вершків.
Сметана 50-58 % жирності — сметана-каймак з високим вмістом жиру, яка по своїй густині схожа на плавлений сир.
Сметана любительська 40 % жирності виробляють з гомогенізованих вершків. Відрізняєть густою нерозпливчатою консистенцією.
Сметана дієтична 10 % жирності виробляють з пастеризованих гомогенізованих вершків, збагачену вітамінами С та В.
Виробляють також сметану 20 %- та 25%-жирності.
Вміст вітаміну С в дієтичній сметані — 8-17 мг на 10 мл.

## У кулінарії

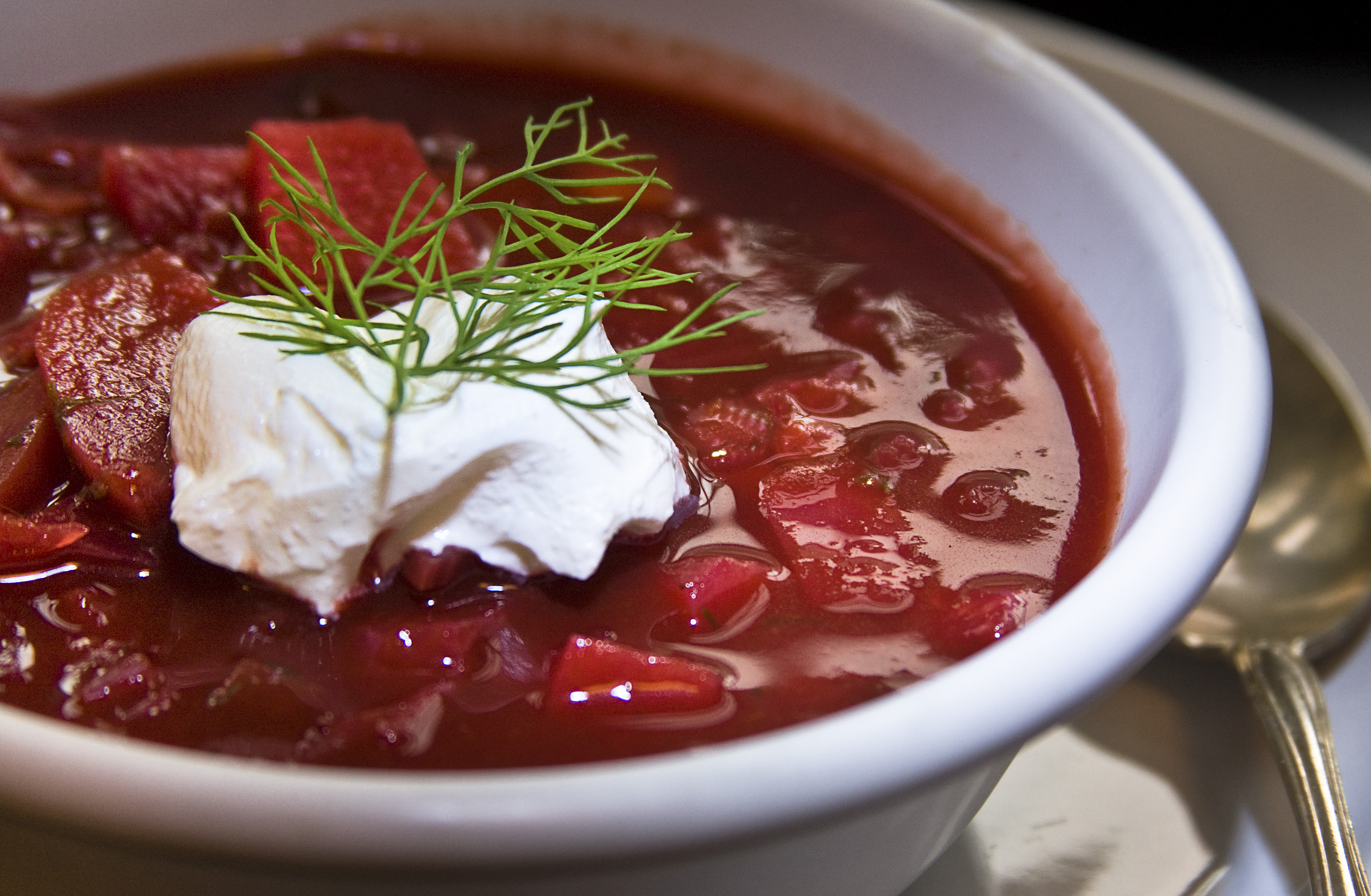
Борщ зі сметаною

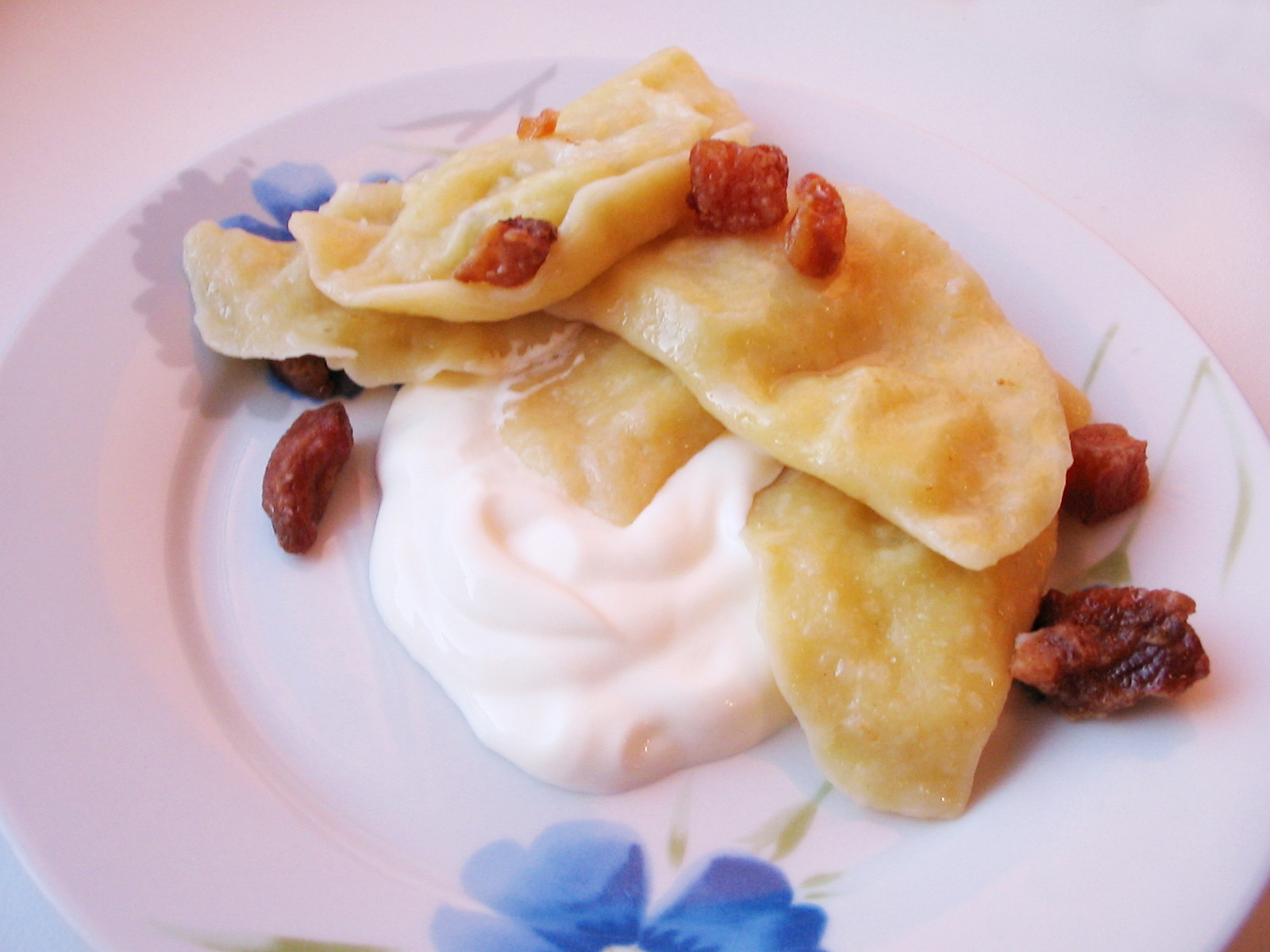
Вареники в сметані

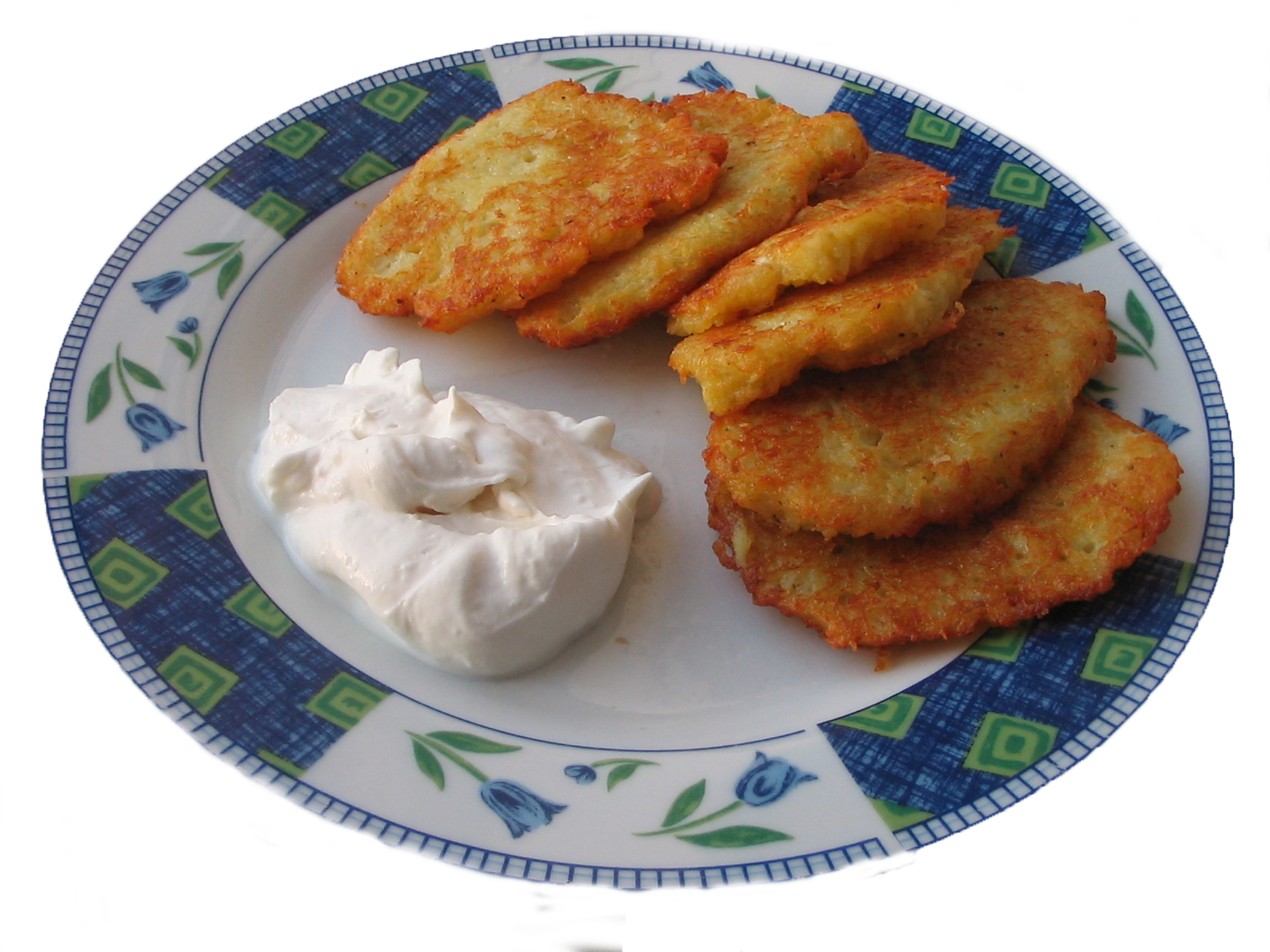
Деруни зі сметаною

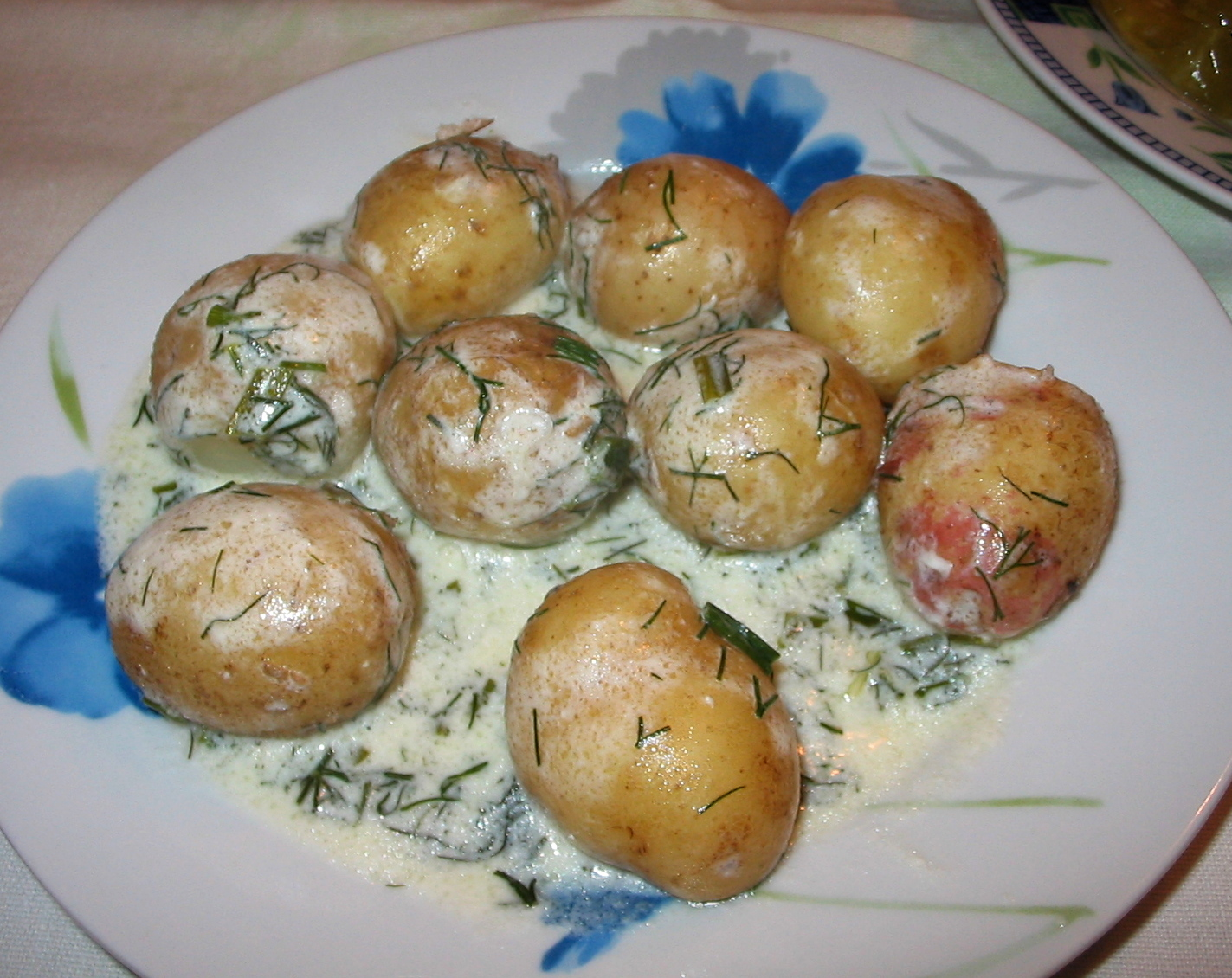
Молода картопля тушкована в сметані

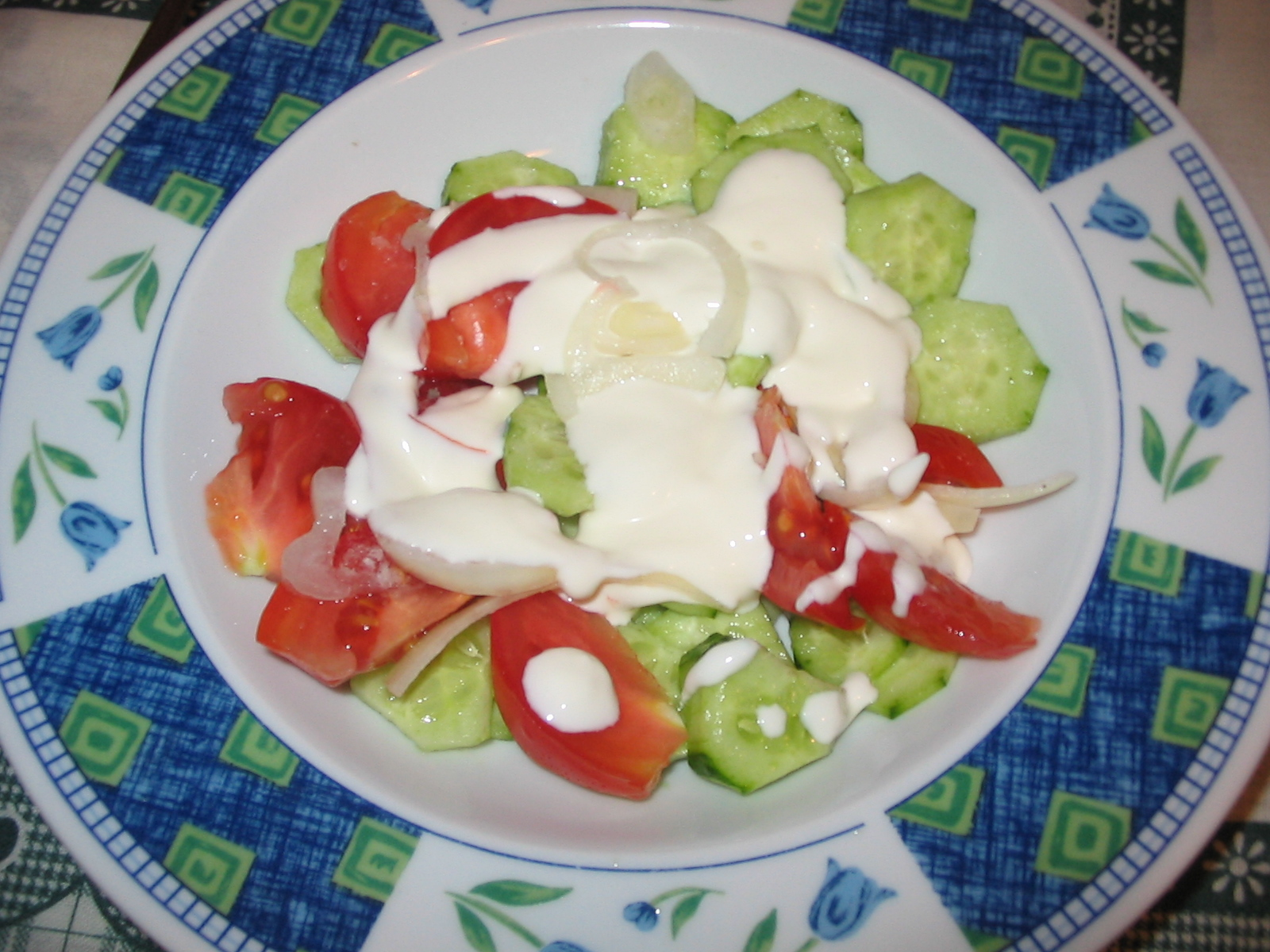
Овочевий салат зі сметаною

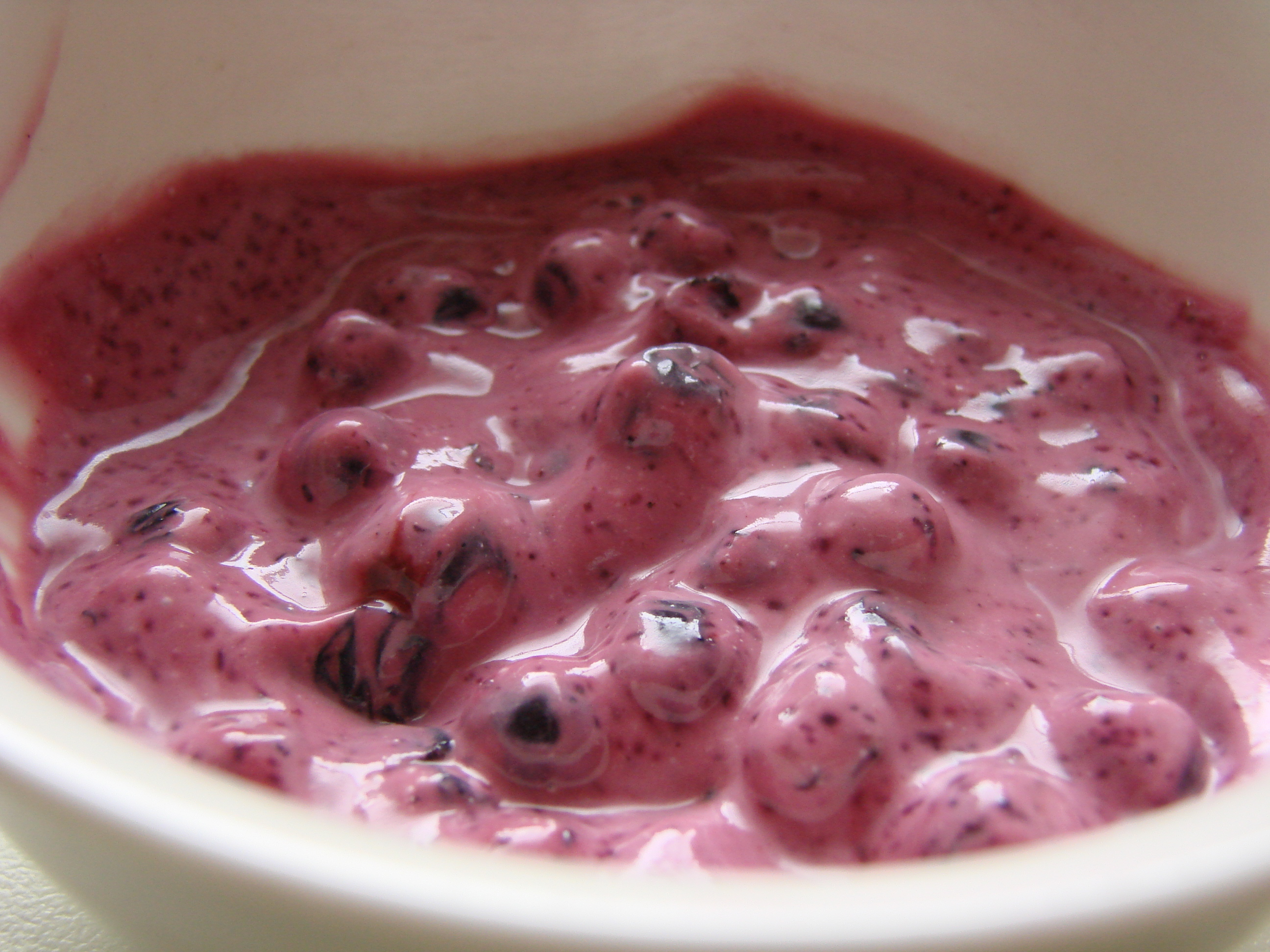
Ягоди в сметані (Якутскі киерчех)

При нагріванні сметана не утворює сироподібну масу («не звурджується»), тому її часто використовують у гарячих стравах. Її застосовують і для безпосереднього вживання у їжу.
Сметану широко використовують в кулінарії як додаток до багатьох страв української кухні; вареників, тертюхів, борщів.
З неї готують бануш та різноманітні підливи і соуси.
У ній також тушкують рибу, картоплю та м'ясо.
Довгі роки сметану виробляли лише у Східній Європі. Після Другої світової війни її стали виготовляти в деяких країнах Європи й Америки (НДР, Франції, США та ін.).

## Цікаві факти
У давніші часи одним із способів підробки сметани було виготовлення схожого за консистенцією і на смак крохмалевмісного продукту. Якщо на крохмалевмісний продукт нанести краплю спиртового розчину йоду — він синіє. При виявленні за допомогою йоду такого продукту на ринку у продавців, працівники ветеринарно-санітарної служби насипали у виявлену підробку кавовий напій «Курземе», — це унеможливлювало збут зафарбованого продукту, проте дозволяло використати його для згодовування домашнім чи сільськогосподарським тваринам.

## Загальна технологічна схема виробництва сметани
Технологічний процес вироблення сметани включає такі операції: сепарування молока для отримання вершків і нормалізація отриманих вершків, пастеризація, гомогенізація, охолодження вершків до температури заквашування, внесення закваски, сквашування, охолодження і дозрівання сметани, розфасовка і збереження готового продукту.
Для виробництва сметани звичайно використовують натуральні свіжі вершки різної жирності з кислотністю плазми не вище 2 %. Якість вироблюваного продукту в значному ступені залежить від вмісту у вершках сухих знежирених речовин (вони повинні складати не менше 5 %).
Сметану також виробляють з відновлених вершків на основі пластичних чи сухих вершків і олії.
Закваску готують з незбираного чи знежиреного молока, тому жирність вершків до внесення закваски повинна бути трохи вищою, ніж жирність вироблюваної сметани. Жирність закваски, приготовленої на знежиреному молоці, при розрахунку можна не враховувати порівняно з жирністю закваски, приготовленої на незбираному молоці.
Для одержання сметани 30%-ної жирності з врахуванням внесення 5 % закваски, приготовленої на знежиреному молоці, використовують з вихідною жирністю 31,6 %. Однак при сепаруванні вершки з таким вмістом жиру одержати важко. Тому вершки, що надходять на виробництво, звичайно нормалізують, використовуючи для цього незбиране чи знежирене молоко, а також вершки високої жирності.
На підприємствах молочної промисловості сметану виробляють тільки з пастеризованих вершків. Завдяки тепловій обробці знищується стороння мікрофлора, а також поліпшується якість готового продукту; при високих температурах у вершках утворюються летучі ароматичні речовини, у результаті чого продукт набуває специфічного «горіхового» присмаку й аромату.
Підвищений вміст жиру у вершках забезпечує захисний вплив на бактерії, збільшуючи їхню термостійкість. Тому при пастеризації вершків застосовують більш високі, ніж для молока, температурні режими і збільшують час їхньої витримки (при виробництві сметани 85-95 °С з витримкою 15-20 с).
Однак пастеризація вершків при 85°С не забезпечує високої якості і належної стійкості продукту. Після такої теплової обробки білки молока легко віддають воду, в результаті чого при збереженні сметани відокремлюється сироватка. Оптимальний режим вироблення вершків, призначених для виробництва сметани, 93-95 °С, що забезпечує ефективність пастеризації, рівну 99,99 %. Крім того, з підвищенням температури підсилюється денатурація сироваткових білків. У результаті цього процесу поліпшуються властивості казеїну, він активніше зв'язує воду і краще набухає в період сквашування, що забезпечує щільну консистенцію продукту, яка добре утримує сироватку. Теплову обробку вершків здійснюють у пластинчастих стерилізаційно-охолоджувальних установках ОП1-У1 і ОП1-У2, що забезпечують автоматичний контроль і регулювання режимів.
Для одержання сметани однорідної і густої консистенції, що міцно утримує воду, вершки перед заквашуванням рекомендується гомогенізувати при температурі 50-70°С і тиску 7-8 МПа. З підвищенням тиску гомогенізації підвищується в'язкість сметани, однак ця залежність існує лише до визначеного рівня. Так, найкраща консистенція сметани 30%-ної жирності досягається при тиску гомогенізації 10МПа. Подальше підвищення тиску кращих результатів не дає, а тиск вище 20 МПа викликає в готовому продукті відділення сироватки.
Міцність згустку сметани залежить також від температури. При гомогенізації і умовах низьких температур навіть при високих тисках у вершках знижується стабільність білків, унаслідок чого сметана набуває пухкої консистенції і з неї виділяється сироватка. В'язкість вершків зростає. Пояснюється це збільшенням поверхні жирової фази і додатковим зв'язуванням вільної води знов утвореними ліпопротеїновими оболонками жирових кульок. З підвищенням температури
гомогенізації підвищується також стабільність білків.
Після гомогенізації вершки охолоджують до температури заквашування (18°С влітку і 22°С узимку) і направляють у резервуари для заквашування.
Кількість внесеної закваски (від 0,5 до 5 %) і її активність значно впливають на тривалість сквашування і якість одержуваного згустка.
Закваску для сметани готують на чистих культурах мезофільних стрептококів і ароматоутворюючих. Для цього можна використовувати пастеризоване і стерилізоване молоко. Доцільніше застосовувати закваски, приготовлені на стерилізованому молоці безпересадочним способом. Ці закваски мають високу бактеріальну чистоту і забезпечують сприятливі умови для розвитку молочнокислих бактерій і підтримки високої активності. До такої закваски додають сухий лимаційний біопрепарат, що містить концентрат бактеріальних кліток, вільні амінокислоти й азотисті речовини, необхідні для харчування й ефективного розвитку мікрофлори. Додавання біопрепарату прискорює процес сквашування, поліпшує якість сметани і дозволяє скоротити витрати закваски.
Після внесення закваски протягом перших 3 годин вершки перемішують ретельно щогодини, а потім залишають у спокої до кінця сквашування.
У процесі сквашування вершків, крім зброжування молочного цукру, відбуваються часткові фізико-хімічні зміни білків, ступінь яких залежить від активності мікроорганізмів закваски, від їхньої здатності продуціювати ферменти протеолізу. Чим активніше мікрофлора, тим енергійніше відбуваються кислотостворювання та ферментування впливу на білковий комплекс. Це сприяє інтенсифікації процесів сквашування, кращому набряканню білків, а отже, й отриманню щільнішого згустка.
Сквашування вершків продовжується 12-16 годин. В утворенні згустка, його білкових стром бере участь не тільки казеїн, але й іденаприровані білкові речовини сироватки, а також жирова фаза. У процесі сквашування відбувається часткове тужавіння жиру в жирових кульках, що супроводжується деякою втратою негативного заряду на їхніх поверхнях. При цьому утворюються купки жирових кульок, що входять до складу білкових стром, за формою єднальних містків між ними. Зі збільшенням числа жирових кульок таких скупчень стає більше, внаслідок чого щільність і міцність згустка сметани підвищується.
Найщільніший згусток утвориться в ізоелектричній краплі білків плазми й оболонок жирових кульок, тобто при рН 4,6-4,7. При віддаленні від ізоелектричної крапки (рН нижче 4,6-4,7), що спостерігається при переквашуванні сметани, білки набувають протилежного заряду і відбуваються колоїдні розчинення, руйнування скупчень жирових кульок, порушення гелевої структури і розрідження згустка. Тому бажано сквашування завершувати при досягненні кислотності 60-80оΤ.
Сметану розфасовують у велику тару і малу (скляні баночки, пляшки із широкими шийками, картонні і пластмасові стаканчики). Розфасовка сметани в малу тару більш зручна і становить близько 50 % обсягу продукції. Її здійснюють за допомогою спеціальних автоматів. Сметана як структурована система володіє достатньо міцними зв'язками і при механічному впливі розріджується. Тому сметану на розфасовку направляють і самопливом, застосовують механізми, що створюють мінімальний вплив, або ж розфасовують недоквашеною.
Для того, щоб сметана була щільної консистенції, негайно після розфасовки її направляють у холодильні камери з температурою 2-8°, де вона прохолоджується і дозріває. Охолодження і дозрівання сметани може відбуватися також до розфасовки в тих же резервуарах, у яких сквашувались вершки, після чого розфасовують уже готовий продукт.
У холодильній камері сметана поступово прохолоджується і набуває температури камери. У великій тарі охолодження триває близько 8-16 годин, у малій — 2 години. Охолодження і фізичне дозрівання сметани, розфасованої у велику тару, триває 24-48 год., у малу — 6-8 год.
Зі зниженням температури сповільнюється розвиток молочнокислих стрептококів, а ароматостворююча мікрофлора, навпаки, підсилює свою життєдіяльність, і в продукті накопичуються ароматичні речовини. У процесі дозрівання сметана набуває оптимальної кислотності (85-100°Т), а також густішої консистенції. Це відбувається в основному внаслідок тужавіння гліцеринів молочного жиру і деяких компонентів оболонок жирових кульок. Ступінь тужавіння гліцеринів залежить від температури охолодження і зниження температури, кількість молочного жиру, що затвердів, у сметані збільшується. При нагріванні сметани отверділі гліцерини розплавляються також фракціями.